# Beate Bühler
Beate Bühler Faure(Estugarda, 8 de abril de 1964) é ex-voleibolista indoor e jogadora de vôlei de praia alemã, na quadra medalhista de ouro no Campeonato Europeu de  de 1983 na Alemanha Oriental, e que no vôlei de praia, foi medalhista de ouro no Campeonato Europeu de 1994 em Portugal, e a medalha de prata no ano de 1996  na  Espanha.

## Carreira
O início na prática desportiva deu-se no vôlei de quadra e ingressou em 1978 no TuS Stuttgart, permanecendo até 1983.Em  1984 representou a Alemanha (Oriental) nos Jogos Olímpicos de Verão de 1984 em Los Angeles, quando o selecionado finalizou  a sexta posição, e chegou a marca de 341 partidas internacionais pela time nacional, também conquistou o bronze na Universíada de Verão de 1985 em Kobe, depois, conquistou o quarto lugar no Campeonato Mundial da Checoslováquia em 1986. Ainda em 1983 foi contratada pelo SV Lohhof e atuou  até 1987, sagrando-se tricampeã da Copa da Alemanha nos anos de 1983, 1984 e 1986, além do tetracampeonato nacional nos anos de 1983, 1984, 1986 e 1987; transferiu-se para time francês de 1987 do Racing Club de Cannes até 1991, sendo tetracampeã francês nos anos 1988, 1989, 1990 e  1991.Na temporada de 1991-92 esteve atuando pelo TSG Tübingen, e a partir de 1992 foi contratada pelo USC Münster sagrando-se campeã da Challenge Cup (na época chamada de Copa CEV) em 1993-94,e permaneceu até 1995.
No Campeonato Europeu de Voleibol de Praia de 1994 em Espinho esteve Danja Müsch a conquista da medalha de ouro e estiveram juntas no circuito mundial 1995-96 e alcançaram o décimo sétimo posto no Aberto de Hermosa Beach, o décimo terceiro no Aberto de Espinho, os nonos lugares nos Abertos de Pusan e Santos, ainda o sétimo posto no Aberto de Bali , o quinto lugar nos Abertos de Osaka e Rio de Janeiro, conquistaram o bronze na primeira medalha no Aberto de Brisbane e semifinalista nos Abertos de Carolina (Porto Rico).
Na temporada de 1996 continuou ao lado de Danja Müsch conquistaram o título do Challenge de Vasto e foram medalhistas de prata no Campeonato Europeu de Voleibol de Praia de 1996 em Pescara disputaram os Jogos Olímpicos de Verão de 1996 e terminaram na sétima posição, no circuito mundial terminaram na quarta posição na Série Mundial em Maceió, as nonas posições nas Séries Mundiais Hermosa e Recife, e foram vice-campeãs na Série Mundial de Ostende, depois esteve com Silke Schmitt e terminaram na nona posição na Série Mundial de Espinho, terminaram na décima terceiro lugar no Grand Slam de Carolina (Porto Rico), nona posição na Série Mundial de Salvador e vice-campeãs na Série Mundial Jacarta.

## Títulos e resultados
- Série Mundial de Jacarta do Circuito Mundial de Vôlei de Praia de 1996
- Série Mundial de Ostende do Circuito Mundial de Vôlei de Praia de 1996
- Aberto de Brisbane do Circuito Mundial de Vôlei de Praia de 1995
- Série Mundial de Maceió do Circuito Mundial de Vôlei de Praia de 1996
- Aberto de Carolina do Circuito Mundial de Vôlei de Praia de 1995
- Campeonato Mundial de 1986